# Piana abissale

Sezione di bacino oceanico con le varie componenti. (La sezione verticale non è in scala).

La piana abissale è quella parte della piattaforma oceanica (piattaforma fisiografica contrapposta alla piattaforma continentale) che si origina al piede della scarpata continentale, quindi termina con le depressioni del fondale che originano le fosse abissali. La percentuale di superficie complessiva dei fondali oceanici è rappresentata, per circa l'83%, proprio dalle piane abissali, che coprono circa il 54% della superficie terrestre. La profondità media delle acque oceaniche, in corrispondenza delle piane abissali, oscilla tra i 4000 ed i 6000 m.

## Morfologia
Dal punto di vista morfologico, si tratta di strutture pressoché pianeggianti, sebbene leggermente convesse lungo la direzione di invecchiamento (raffreddamento ed addensamento) del materiale basaltico costituente. In realtà, le piane abissali sono caratterizzate dalla presenza di strutture morfologiche peculiari, come ad esempio la dorsale oceanica, oppure rilievi montuosi sottomarini come i seamount o i Guyot, quasi sempre di origine vulcanica (vestigia di vulcani ormai estinti), che possono raggiungere altezze variabili, comprese in generale tra qualche centinaio e qualche migliaio di metri.
Dal fondale oceanico, si possono innalzare edifici vulcanici, anche attivi, di notevole sviluppo verticale, che possono affiorare oltre il livello delle acque, originando delle isole vere e proprie, come le Hawaii, nel Pacifico. Proprio alle Hawaii troviamo il Mauna Loa, il più grande vulcano attivo al mondo, che si origina a 5000 m di profondità, sulla piana abissale, ed emerge per 4.169 m sul livello del mare, per un'altezza totale dell'edificio di circa 9.169 m. 
Queste isole vulcaniche sono il prodotto dell'azione eruttiva dei cosiddetti Hot spot.

## Sedimentazione
Le piane abissali rappresentano i più estesi bacini sedimentari del pianeta in virtù, oltre che della notevole estensione superficiale, anche dell'assenza di fattori erosivi che possano turbare i processi deposizionali.
Tuttavia, la sedimentazione caratteristica non risulta uniforme, per composizione e competenza, su tutta la superficie delle pianure oceaniche.
Nei pressi della costa, ad esempio, l'apporto detritico dei corsi d'acqua risulta fondamentale nel determinare una forte sedimentazione clastica, inerente sia materiali a granulometria grossolana che fine, nei pressi del margine inferiore della scarpata continentale. Qui, lo spessore della coltre sedimentaria raggiunge i valori più elevati (supera anche i 1000 m).
Allontanandosi tuttavia verso il centro delle piane abissali, il materiale detritico terrigeno tende a diminuire considerevolmente per via della lontananza dal continente: solo alcuni sedimenti particolarmente fini saranno in grado di allontanarsi, di una certa misura, dalla zona di confine tra il margine della pianura oceanica e la scarpata continentale.
Più in generale, le aree di pianura abissale distanti dalla scarpata continentale, saranno interessate da scarsa sedimentazione, legata perlopiù alla deposizione di spoglie silicee carbonatiche, derivanti da attività biologica di organismi planctonici, che con il tempo si accumulano a formare depositi di spessori considerevoli (diverse centinaia di metri).
Le spoglie carbonatiche sono originate da organismi quali foraminiferi, pteropodi e coccoliti. Quelle silicee, caratteristiche invece delle zone a più intensa attività biologica, discendono da organismi quali diatomee e radiolari.
Nelle zone caratterizzate da profondità superiori ai 4000 m, la sedimentazione subisce una considerevole diminuzione, accompagnata anche da una variazione di composizione: i fanghi calcarei e silicei di origine biologica vengono sostituiti dalle cosiddette argille rosse. Si tratta di minerali di origine argillosa, trasportati in esigue quantità dai venti, capaci di formare esili deposizioni sedimentarie sul fondale. L'assenza dei fanghi biologici deriva dalla modesta attività biologica di superficie, nonché da una profondità delle acque che si spinge oltre il limite della profondità di compensazione dei carbonati (o CCD, acronimo dell'inglese Carbonate Compensation Depth), superato il quale avviene la solubilizzazione dei gusci carbonatici di origine biologica o, più in generale, di qualsiasi carbonato allo stato solido.

## Vita marina

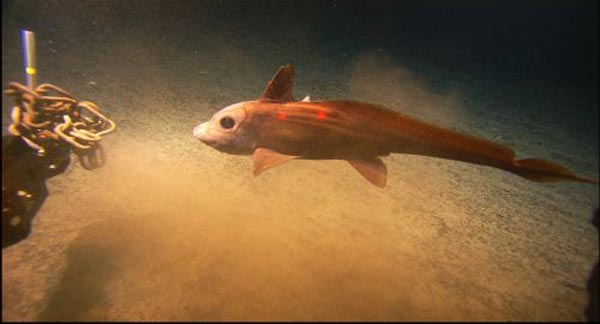
Una chimera del genere Hydrolagus fotografata sulla piana abissale da un sottomarino.

A simili profondità risulta assente qualsiasi forma biologica di tipo vegetale, poiché le acque sono completamente buie.
Solo poche specie animali, soprattutto quelle di piccole dimensioni o microrganismi, sono riuscite ad adattarsi a condizioni tanto proibitive.
In questi ambienti estremamente inospitali sono stati rinvenuti recentemente, inglobati nei fanghi del sedimento, batteri vitali con caratteristiche biologiche particolari finora sconosciute.